# IPad (9e génération)
L'iPad (9e génération), également appelé iPad 9 est une tablette tactile conçue et développée par Apple comme successeur à l'iPad de huitième génération. Elle a été présentée le 14 septembre 2021.

## Caractéristiques
La neuvième génération d'iPad a un design identique aux iPad de septième et de huitième génération à la différence que les bords seront noirs quelle que soit la couleur choisie et que la couleur dorée n'est plus disponible. Cet appareil est compatible avec l'Apple Pencil (1er génération), le Smart Keyboard et le Smart Connector. Le système sur puce (SoC) est l'A13 Bionic précédemment utilisé sur l'iPhone 11. Apple avait promis 20 % de performances en plus par rapport à la génération précédente. L'écran est une dalle Retina de 10,2 pouces identique aux modèles précédents de résolution 2 160 × 1 620 px (264 pixels par pouce) incluant la technologie True Tone permettant à l'écran d'adapter la colorimétrie à celle des conditions d’éclairage. Une nouvelle caméra de 12 MP est utilisée à la place de l'ancienne de 1,2 MP qui est désormais équipée de la technologie Cadrage centré capable de détecter une personne et de la suivre pour mieux la centrer lors d'appels vidéo. La caméra arrière est de 8 MP, également utilisée par l'iPad Air 2. La capacité de stockage minimale est doublée pour passer à 64 Go,. iPadOS 15 est préinstallé à sa sortie.

## Accueil
Cet iPad a été critiqué par rapport à ses bords jugés datés et son port Lightning qui a le double inconvénient d'être encore le seul sur la gamme des iPad et qui ne permet pas la charge rapide,,. L'autonomie et la photo étant aussi trop similaires par rapport à la génération précédente. Il est cependant noté que l'appareil reste toujours aussi polyvalent et constitue une entrée de gamme correcte.

## Chronologie
| Frise des modèles d'iPad |
| ------------------------ |
|                          |

Source : Archives de la Newsroom Apple.